# Romeira e Várzea
Romeira e Várzea est une paroisse civile portugaise (en portugais : freguesia) de la municipalité de Santarém dans le district de Santarém.
La paroisse est créée par la loi no 11-A/2013 du 28 janvier 2013 portant réorganisation administrative du territoire des freguesias, en fusionnant les paroisses de Romeira et Várzea. Son nom officiel est União das Freguesias de Romeira e Várzea et son siège est fixé à Várzea.
Lors du recensement de 2021, Romeira e Várzea compte 2 450 habitants.